# Progebiophilus brevis
Progebiophilus brevis är en kräftdjursart som beskrevs av M. Bourdon1981. Progebiophilus brevis ingår i släktet Progebiophilus och familjen Bopyridae. Inga underarter finns listade i Catalogue of Life.